# Issey Nakajima-Farran
Issey Nakajima-Farran (født 16. maj 1984 i Calgary, Alberta, Canada) er en canadisk-japansk professionel fodboldspiller, der spiller for Toronto FC. Issey og AC Horsens valgte dengang at og ophæve kontrakten, pga Issey ønskede nye udfordringer. Han har i Danmark tidligere spillet for FC Nordsjælland og Vejle Boldklub og derudover for klubber i både Japan og Singapore.
Han var noget af tiden i Horsens klubkammerat med sin lillebror Paris Nakajima-Farran.
Den 30. august 2011 skrev Issey en 1-årig kontrakt med Brisbane Roar, som spiller i den bedste liga i Australien.
Issey er udover sit fodboldtalent, også en meget dygtig maler. Dette talent fandt han da han som ung fik en lang skade, og ikke kunne spille fodbold.

## Landshold
Farran besidder både japansk, engelsk og canadisk pas, men repræsenterer på landsholdsplan Canada. Han står (pr. 19. november 2013) noteret for 30 landskampe og én scoring.